# Albert-Einstein-Medaille
Die Albert-Einstein-Medaille wird von der schweizerischen Albert-Einstein-Gesellschaft, die auch das ehemalige Wohnhaus von Einstein als Museum in der Kramgasse in Bern betreibt, für hervorragende wissenschaftliche Forschungen, Werke oder Arbeiten im Zusammenhang mit Albert Einstein verliehen.
Es gibt auch eine Albert Einstein Medal der UNESCO.

## Preisträger
- 1979: Stephen Hawking
- 1982: Friedrich Traugott Wahlen
- 1983: Hermann Bondi
- 1984: Victor Weisskopf
- 1985: Edward Witten
- 1986: Rudolf Mößbauer
- 1987: Jeanne Hersch
- 1988: John Archibald Wheeler
- 1989: Markus Fierz
- 1990: Roger Penrose
- 1991: Joseph Hooton Taylor Jr.
- 1992: Peter Bergmann
- 1993: Max Flückiger, Adolf Meichle
- 1994: Irwin I. Shapiro
- 1995: Chen Ning Yang
- 1996: Thibault Damour
- 1998: Claude Nicollier
- 1999: Friedrich Hirzebruch
- 2000: Gustav Andreas Tammann
- 2001: Johannes Geiss, Hubert Reeves
- 2003: George F. Smoot
- 2004: Michel Mayor
- 2005: Murray Gell-Mann
- 2006: Gabriele Veneziano
- 2007: Reinhard Genzel
- 2008: Beno Eckmann
- 2009: Kip Thorne
- 2010: Hermann Nicolai
- 2011: Saul Perlmutter, Adam G. Riess
- 2012: Alain Aspect
- 2013: Roy Patrick Kerr
- 2014: T. W. B. Kibble
- 2015: Stanley Deser, Charles Misner
- 2016: Alexei Jurjewitsch Smirnow
- 2017: die Teams von LIGO und VIRGO
- 2018: Juan Martín Maldacena
- 2019: Clifford Martin Will
- 2020: Event Horizon Telescope
- 2023: Luc Blanchet
- 2024: George Efstathiou[1]